# 26 Wojskowy Oddział Gospodarczy
26 Wojskowy Oddział Gospodarczy (26 WOG) – jednostka logistyczna Sił Zbrojnych Rzeczypospolitej Polskiej. Realizuje zadania zabezpieczenia finansowego i logistycznego jednostek i instytucji wojskowych w rejonie odpowiedzialności.

## Formowanie i zmiany organizacyjne
Na podstawie decyzji Ministra Obrony Narodowej nr Z-105/Org./P1 z 9 grudnia 2010 oraz rozkazu wykonawczego szefa Inspektoratu Wsparcia SZ nr PF-19/Org. z 9 marca 2011 rozpoczęto formowanie Oddziału. Z dniem 1 stycznia 2012 jednostka rozpoczęła statutową działalność .

21 czerwca 2011 jednostka budżetowa „26 WOG w Zegrzu” połączona została z jednostkami budżetowymi : 
- 1 Brygadą Pancerną w Wesołej,
- 2 Brygadą Saperów w Kazuniu,
- 9 batalionem łączności w Białobrzegach,
- Centrum Szkolenia Łączności i Informatyki w Zegrzu,
- 2 Ośrodkiem Radioelektronicznym w Przasnyszu,
- 22 Wojskowym Ośrodkiem Kartograficznym w Ostrowi Mazowieckiej.

## Symbole oddziału
Odznaka pamiątkowa
Minister Obrony Narodowej swoją decyzją nr 436/MON z 4 listopada 2014 wprowadził odznakę pamiątkową Oddziału.
Odznakę pamiątkową stanowi równoramienny błękitny krzyż o wypukłych ramionach z czarnym obramowaniem. Krzyż otoczony jest od góry złocistym półwieńcem laurowym, a na dole szarym półwieńcem z wizerunkiem koła zębatego. W centrum odznaki umieszczono herb Serocka. Na lewym ramieniu krzyża umieszczona jest liczba „26”, a na prawym litery „WOG”. Na tle górnego i dolnego ramienia krzyża znajduje się srebrzysty miecz .
Oznaki rozpoznawcze
Minister Obrony Narodowej swoją decyzją nr 18/MON z 20 stycznia 2015 wprowadził oznaki rozpoznawcze Oddziału .

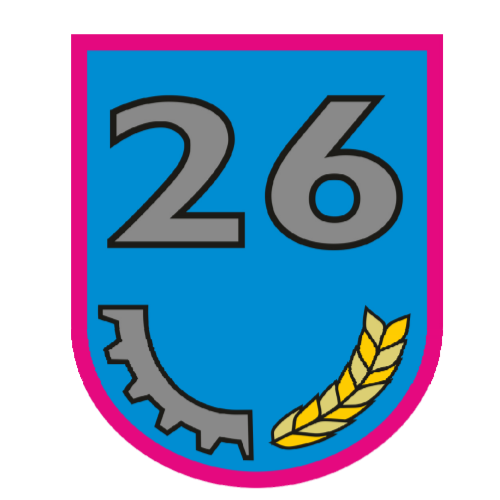
Oznaka rozpoznawcza na mundur wyjściowy
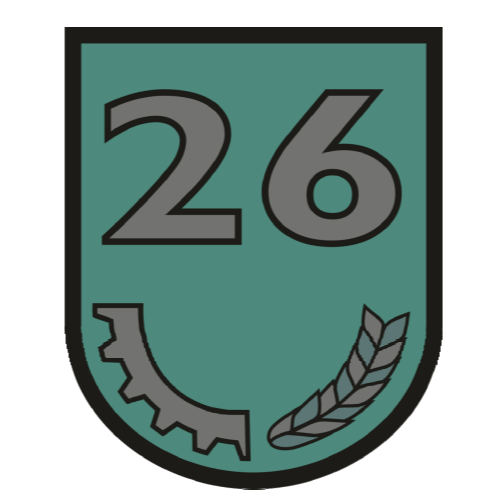
Oznaka rozpoznawcza na mundur polowy

## Żołnierze WOG
| Komendanci WOG              | Komendanci WOG          |
| Stopień, imię i nazwisko    | Okres pełnienia służby  |
| --------------------------- | ----------------------- |
| płk Józef Modrzewski        | 2011 – 3 IX 2013        |
| płk Rafał Smuszkiewicz      | 2 VI 2014 – 5 IV 2017   |
| płk Dariusz Nowakowski p.o. | 5 IV 2017 – 29 III 2018 |
| ppłk Grzegorz Gotowicz      | 29 III 2018 – 31 V 2021 |
| płk Janusz Nowakowicz       | 31 V 2021 – ?           |
| płk Robert Hryckowian       | 2024 – nadal            |